# Плятер, Константы Людвик

Краславская латышская средняя школа (гимназия) с 1922 года, размещенная в бывшем замке графов Плятеров

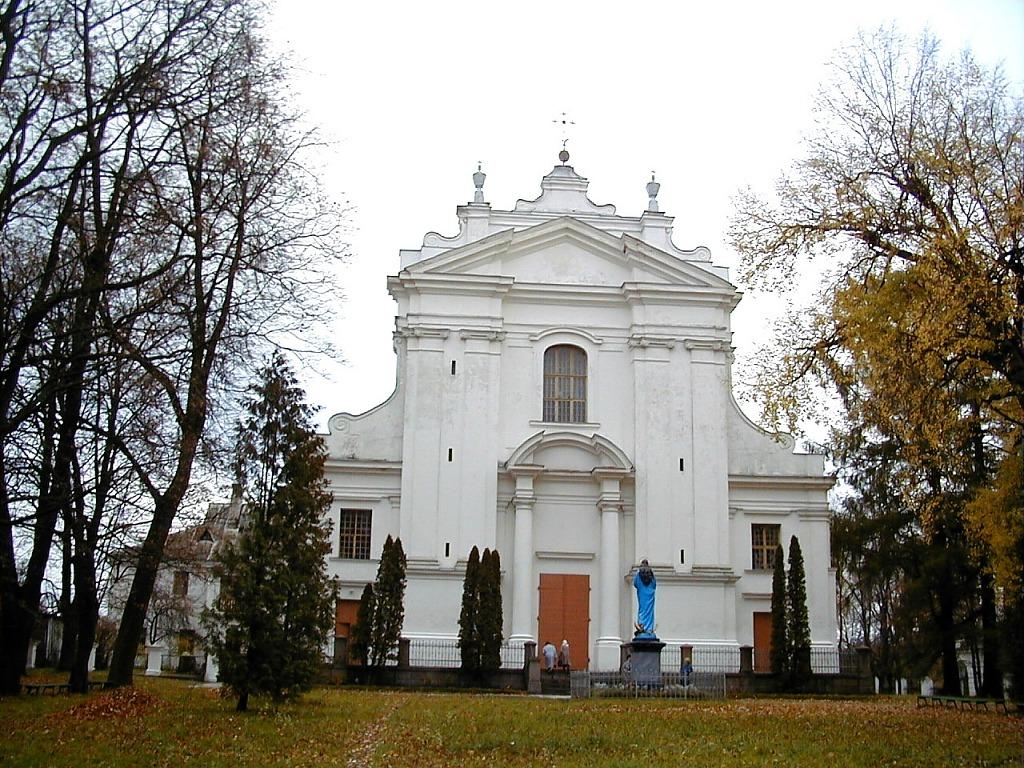
Костёл

Константин Людвик Плятер (пол. Konstanty Ludwik Plater ; 1722 — 1778) — граф, каштелян трокский с 1770 года, воевода мстиславский (1758—1770), каштелян полоцкий (1754—1758), писарь великий литовский (1746—1754), маршалок Трибунала Великого княжества Литовского в 1754 году, староста инфлянтский и динабургский. Был послом Речи Посполитой в России.

## Биография
Наследник рода Плятеров, происходившего от рыцаря Ливонского ордена фон дем Брёлё-Плятера, ветви Генриха Плятера, ополяченный немец, магнат, крупный землевладелец на территории Латгалии, Литвы и Белоруссии Речи Посполитой.
В 1737 году Константы Людвик Плятер получил в наследство от своего отца графа Яна Людвига Плятера, начавшего строить здесь свой замок, г. Краславу Задвинского герцогства. Он собирался сделать её центром всей Латгалии, намереваясь перенести туда все административные учреждения из Динабурга, а также духовной столицей Инфлянтского воеводства путём создания там кафедры инфлянтского епископа. Была даже получена на это папская булла, но первый раздел Польши в 1772 году перечеркнул эти планы.
В 1755—1767 годах по его распоряжению здесь отстроили торговую площадь и городскую ратушу, возвели великолепный каменный римско-католический костёл Святого Людовика (покровителя всего рода Плятеров) в стиле позднего барокко, Краславский дворец, который стал основной резиденцией графов Плятеров. В 1757 году здесь открывается Краславская духовная семинария — первое академическое учебное заведение в Латвии. В 1754 году епископ А. Островский приглашает конгрегацию священников, основанную в Париже в XVII веке св. Венсаном де Полем, с целью руководства Краславской духовной семинарией, а также подготовки священников для Латгалии и Белоруссии.
Константы Людвик Плятер успел завершить строительство дворца в Краславе только частично. В дворцовой библиотеке Плятеров при жизни его было собрано около 20 тысяч томов. Позже там размещалась монастырская школа для сирот и детей малоимущих родителей.
В 1754 году награждён орденом Белого Орла, кавалер ордена Св. Станислава и российского Ордена Святого Александра Невского.
От брака с Августой Огинской из рода князей Огинских у него было несколько детей:
старшие дети были управляющими в Троках (Тракай). Оба вступили в Мальтийский орден и добились в нем высокого положения.
Средний брат Казимир Константы Платер женился на одной из богатейших невест Латгалии баронессе Изабелле Людвиге Борх.
Младший сын Август Гиацинт Платер завершил в 1791 году строительство дворца в Краславе уже по законам классицизма.